# Jerzy Kraj

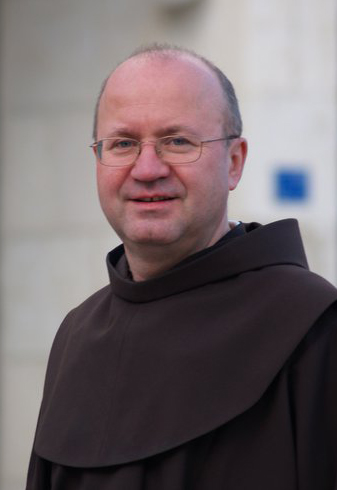
Jerzy Kraj, 2010

Jerzy Kraj OFM (* 5. August 1960 in Zakliczyn, Polen) ist ein polnischer römisch-katholischer Geistlicher. Er war von 2013 bis 2022 Patriarchalvikar für Zypern des Lateinischen Patriarchats von Jerusalem.
Jerzy Kraj trat nach seinem Abschluss an dem Knabenseminar in Wieliczka 1979 der Ordensgemeinschaft der Franziskaner in der Provinz Unserer Lieben Frau von den Engeln in Krakau bei. Nach seinem Theologiestudium am Studium Theologicum Jerosolymitanum (STJ) in Jerusalem  empfing er 1986 die Priesterweihe.
Am 26. August 2013 wurde er zum Patriarchalvikar für Zypern des Lateinischen Patriarchats von Jerusalem ernannt.